# 宽裂龙蒿
宽裂龙蒿（学名：Artemisia dracunculus var. turkestanica）为菊科蒿属下的一个变种。